# Opel Senator
L'Opel Senator est une routière produite par le constructeur automobile allemand Opel. Elle a été commercialisée sous deux générations uniquement en Europe entre 1978 et 1993.
L'Opel Senator a été vendue sous le nom de Vauxhall Royale (jusqu'à 1983) puis sous le nom de Vauxhall Senator au Royaume-Uni. Elle continue d'exister en Australie sous le nom de HSV Senator.
Ce fut la première fois, chez Opel, qu'un coupé (Opel Monza) a dérivé d'une berline.
À travers les divisions internationales de General Motors, ce véhicule est également connu sous différents marchés. On peut citer entre autres les Chevrolet Senator et Daewoo Imperial (uniquement en Corée du Sud).
La Senator est à l'origine élaborée sur la plate-forme allongée de l'Opel Rekord.
La seconde génération de Senator, à partir de 1987, utilise la plate-forme allongée de l'Omega.

## Senator A
La Senator A (le "A" est utilisé uniquement pour différencier les deux modèles, mais elle n'a pas été vendue sous le nom "A") est une version rallongée de l'Opel Rekord E. La gamme Senator était complétée par un coupé fastback utilisant la même plate-forme, appelé Opel Monza et succédant à l'Opel Commodore Coupé.

### La Senator sous d'autres marchés

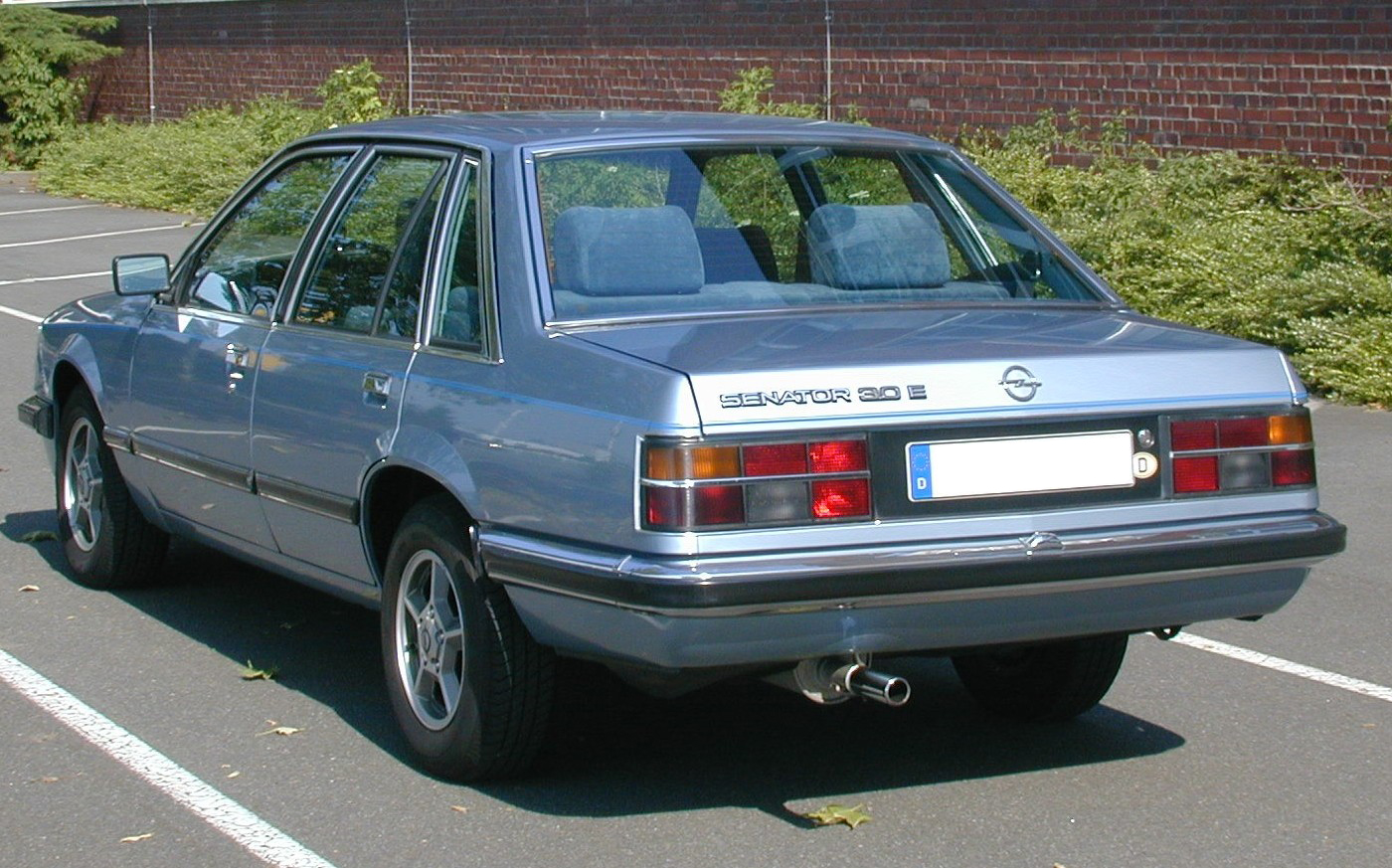
Opel Senator A1
(1978–1982)

La Senator A, ainsi que la Monza, avaient été initialement vendues au Royaume-Uni sous le nom de Vauxhall Royale (et Vauxhall Royale Coupé), parce qu'Opel n'avait pas encore établi que les deux marques utiliseraient les mêmes noms. Ce véhicule était également disponible en Afrique du Sud sous le nom de Chevrolet Senator, jusqu'en 1982, cependant les deux modèles étaient identiques. La Senator était également disponible en Australie, sous le nom d'Holden Commodore en berline et break. Toutefois, la Monza était indisponible sur ce marché. Peter Brock, un pilote de course local, élabore un plan pour pouvoir l'importer, modifier et vendre l'Opel Monza sous le nom de l'Holden Monza Coupe équipé du moteur Holden V8 de 5 litres, à travers son concessionnaire Holden, mais finalement le plan est abandonné. La Holden, qui a été construite localement, dispose d'une face avant, d'un intérieur, d'une partie arrière et de trains roulants différents du modèle européen. Les moteurs sont également différents. Il s'agit d'un 6 cylindres en ligne de 3,3 litres, ou 4,2 litres et d'un V8 de 5 litres. Holden a vendu la Commodore, mais uniquement sous sa plate-forme (Zeta), avec la nouvelle Camaro qui utilise la même base. La Commodore a été la voiture la plus vendue en Australie depuis les 16 dernières années.

### Moteurs
Les moteurs pour la première phase de la Senator A comprenaient le 2.0E, 2.5S (appelé plus tard 2.5E grâce à l'injection), le 2.8S et le tout nouveau moteur 3.0E. Ce dernier développe 180 ch de puissance et 248 N m de couple avec l'injection d'essence. La boîte de vitesses automatique à 3 rapports de BorgWarner qui vient des Opel Commodore a besoin d'être modifiée pour faire face à la puissance du nouveau moteur. La boîte de vitesses manuelle à 4 rapports d'origine Opel n'a pas eu besoin d'une remise à niveau. Au lieu de mettre une boîte de vitesses manuelle moderne à 5 rapports, Opel se tourne vers un autre constructeur de boîtes de vitesses, Getrag, et ils installent leur boîte de vitesses manuelle à 4 rapports(Getrag 264) dans chaque Opel Monza. Cette dernière a été remplacée par la Getrag 240 pour les moteurs 2.5 et 2.8, ainsi que la Getrag 265 pour la 3.0E. Toutes deux sont équipées des boîtes de vitesses manuelles à 5 rapports.
Les six cylindres en ligne avaient tous un moteur à arbre à cames en tête, de même conception que celle utilisée dans les Opel Commodore. Les moteurs à arbre à cames en tête étaient utilisés à l'origine pour les 1,7 litre et 1,9 litre, tous deux des 4 cylindres en ligne, utilisés pour la première fois dans les Opel Kadett ainsi que les Opel Rekord en 1966. Cette configuration est restée pour les véhicules Opel jusqu'en 1993 (le dernier moteur à arbre à cames en tête était le 2.4 utilisé dans l'Opel Frontera).

### 1982 facelift
La Senator et la Monza reçoivent un restylage vers la fin 1982. Au Royaume-Uni, la Senator « A2 » (appelé communément) avait initialement concerné les véhicules Opel, avant d'être re-badgé pour le Royaume-Uni (sous le nom de Vauxhall) en 1984. Les Monza A2 ont été vendues sous la marque Opel.
Les véhicules qui ont reçu un restylage sont assez semblables aux modèles d'origine, à quelques exceptions près : phares avant plus petits ainsi que des pièces chromées qui ont été changées par une couleur noir mat, ou selon la couleur de la carrosserie.
L'intérieur a été amélioré, et les moteurs ont changé. Il s'agit des 4 cylindres en ligne à arbre à cames en tête 2.0E et 2.2E. Ces deux moteurs viennent de la Rekord E2. Le 2.5E a reçu le nouveau système d'injection Bosch. Le 2.8S n'est plus en production, et le 3.0E et le tout nouveau 3.0H sont les moteurs de haut de gamme. Le 3.0E a reçu une remise à niveau de l'injection. Un moteur Diesel, 2.3l turbo-diesel (provenant de la Rekord) est apparu en 1984, et en novembre, une version suralimentée (Comprex) est disponible. En 1985 est mise en vente une version expérimentale rare (1 000 exemplaires prévus), officiellement construite par Irmscher plutôt qu'Opel. Le Coprex offre 95 ch de puissance et une vitesse de pointe de 172 km/h ; comme les autres Diesel, il est très bruyant. De septembre 1985 à la fin de la production, à la fin de l'été 1986, une version catalysée est disponible sur le 3.0E avec une puissance en baisse, à 156 ch.

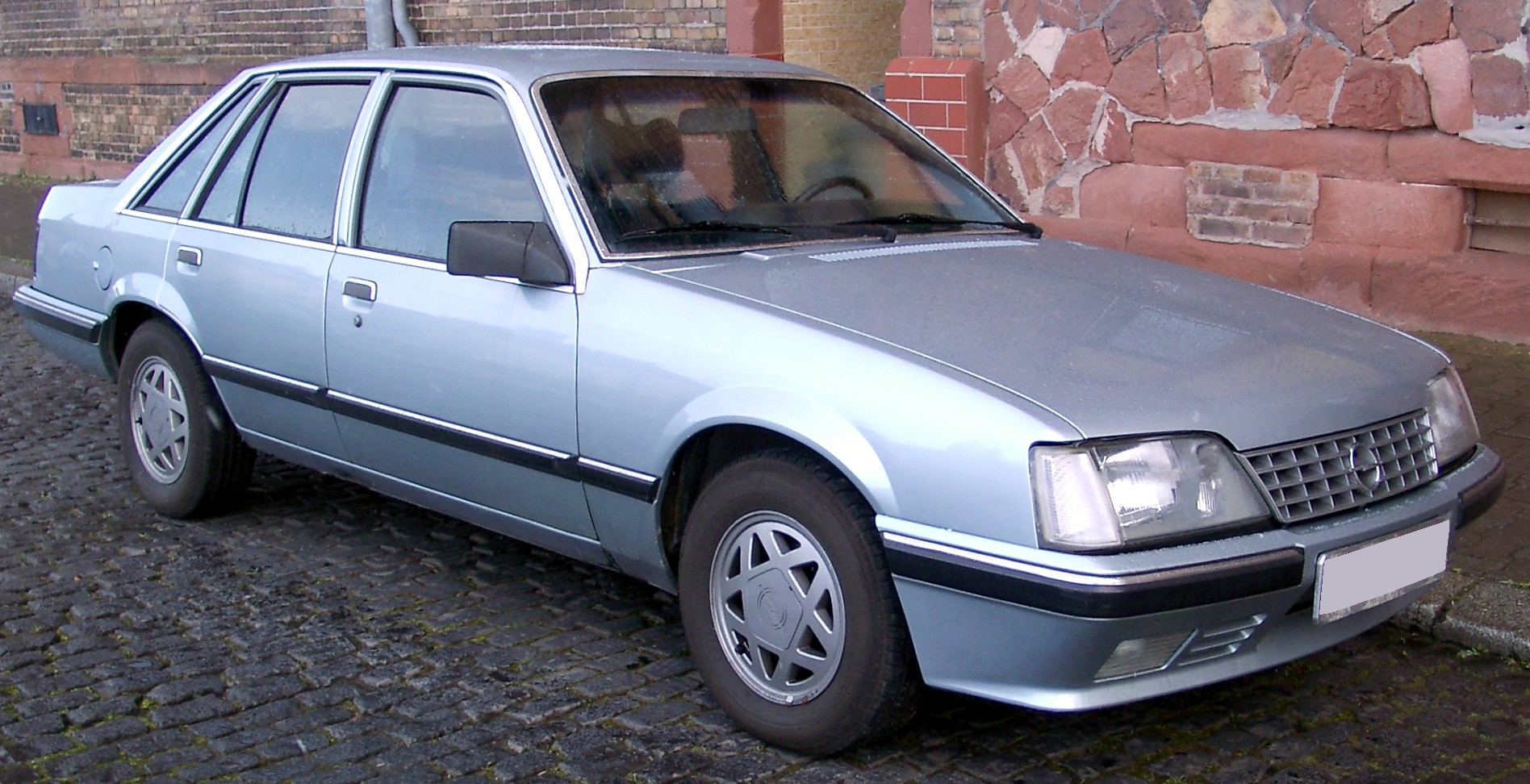
Opel Senator A2 (1982–1986)
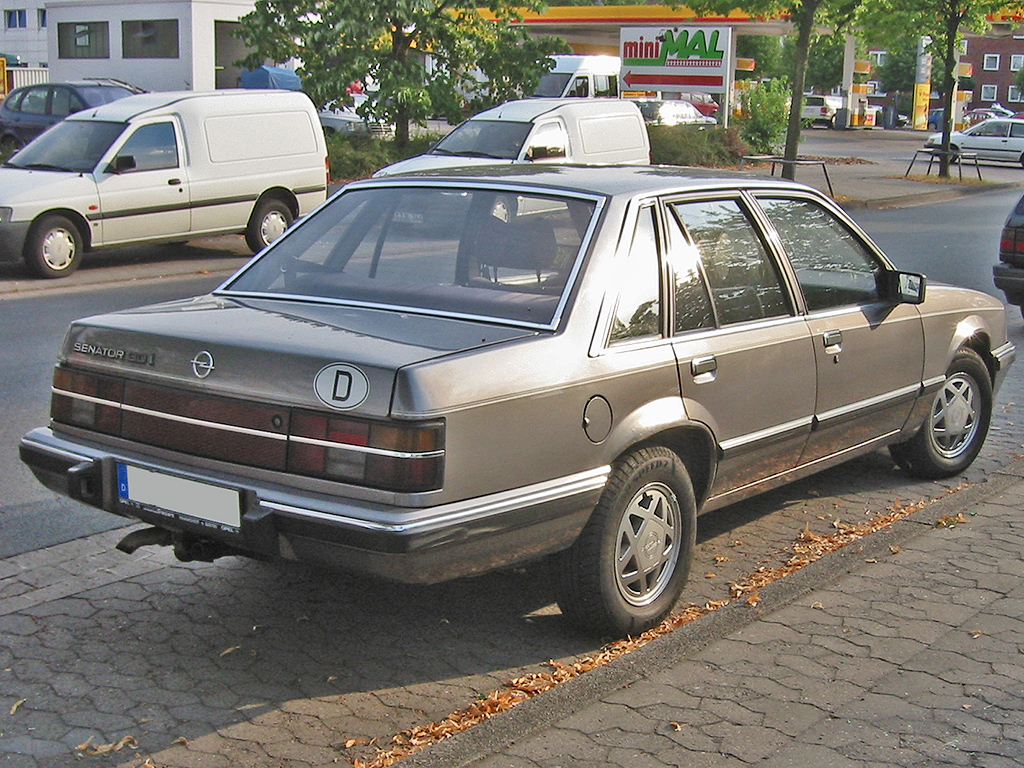
Opel Senator A2
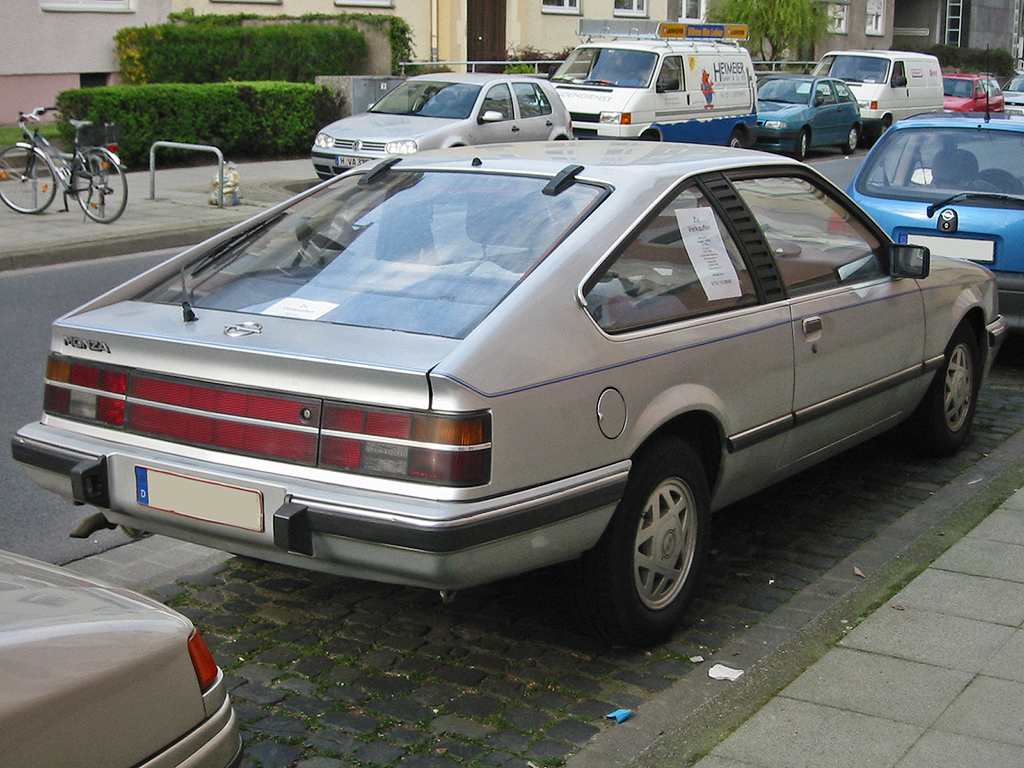
Opel Monza A2 (1982–1986)

### Monza GSE

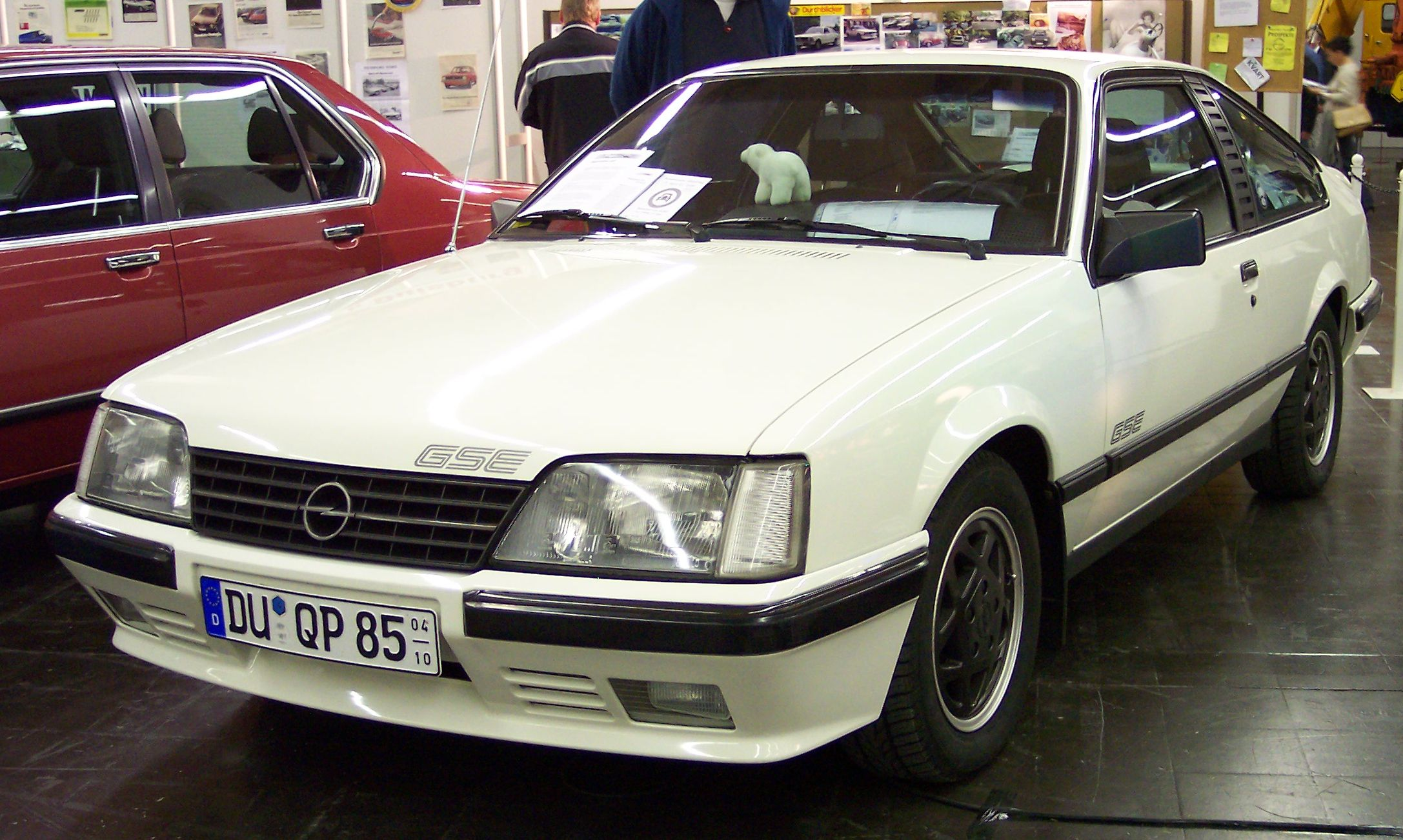
Opel Monza GSE

La dernière incarnation de la Monza fut l'édition GSE en 1983 ; ayant pris comme base la Monza A2, mais avec de grandes spécifications grâce aux sièges sport Recaro, un écran digital LCD, et un intérieur intégralement noir. On la distingue également grâce à un large aileron arrière. Les modèles GS/E sont équipés d'un différentiel à glissement limité de 40 %. Cet ajout n'était qu'une option sur les 3.0E
Avec le temps, la Senator est devenue une autre génération, Senator B, et la Monza disparaît. 47 008 Monza ont été construites. Il n'y a pas de successeur direct de la Monza, par contre l'idée d'une grande voiture de sport Opel/Vauxhall s'est incarnée dans la Lotus Carlton/Lotus Omega berline

### Variantes
Au Royaume-Uni, une variante à transmission intégrale était disponible, conçue par Ferguson Research Ltd., qui avait déjà fourni des modifications similaires pour la Jensen FF. Ces modèles ont été utilisés par la British Forces Germany sous le BRIXMIS (British Commanders'-in-Chief Mission to the Soviet Forces in Germany) pour des opérations de collecte d'informations d'intelligence technique.
Une édition limitée d'une décapotable était disponible en Allemagne, ou la compagnie « Keinath » renforcent lourdement la voiture, et ceci ajoute du poids au véhicule.
Irmscher, un constructeur et tuner allemand, a fabriqué des versions spéciales « Irmscher » de la Monza, et a ajouté des petites jupes latérales et un spoiler avant. Le moteur a lui aussi été modifié : le 3 litres a reçu un autre vilebrequin, de nouveaux pistons et poussoirs qui augmentent la cylindrée totale du moteur jusqu'à 3,6 litres. Un ECU reprogrammé est ajouté à l'injection Bosch qui donne à la voiture 206 ch et un couple incroyable.

### Autres utilisations du nom Monza
Cette Monza ne doit pas être confondue avec la version sud-africaine, qui était une berline de la petite Opel Kadett. Le nom est aussi utilisé pour la Chevrolet Monza au Brésil et au Venezuela, qui était une Opel Ascona de 1981 mais avec une carrosserie 3 portes fastback qui n'était pas disponible ailleurs. Il existait également une Chevrolet Monza aux États-Unis qui n'avait aucun rapport avec l'Opel.

## Senator B

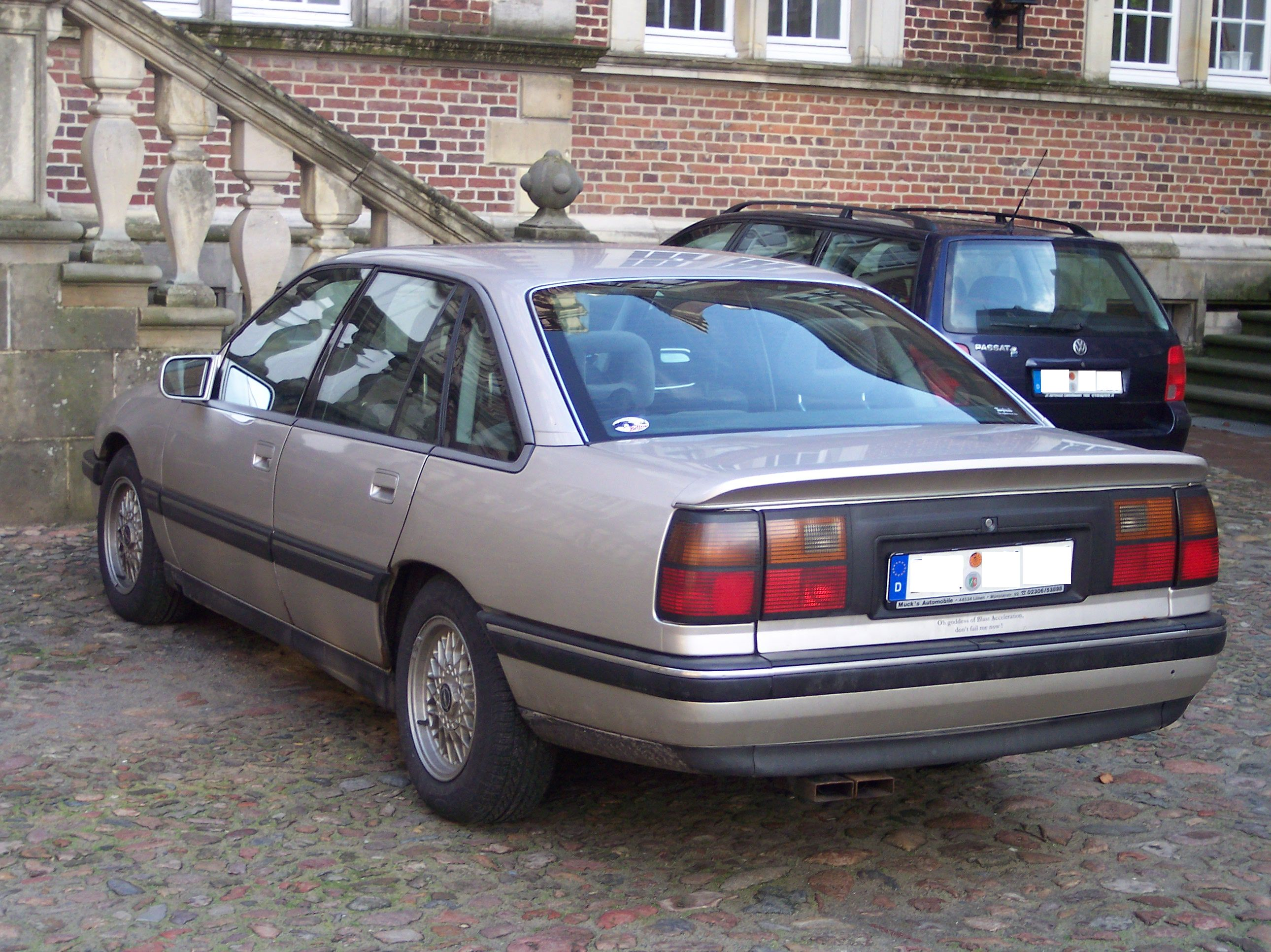
Opel Senator B

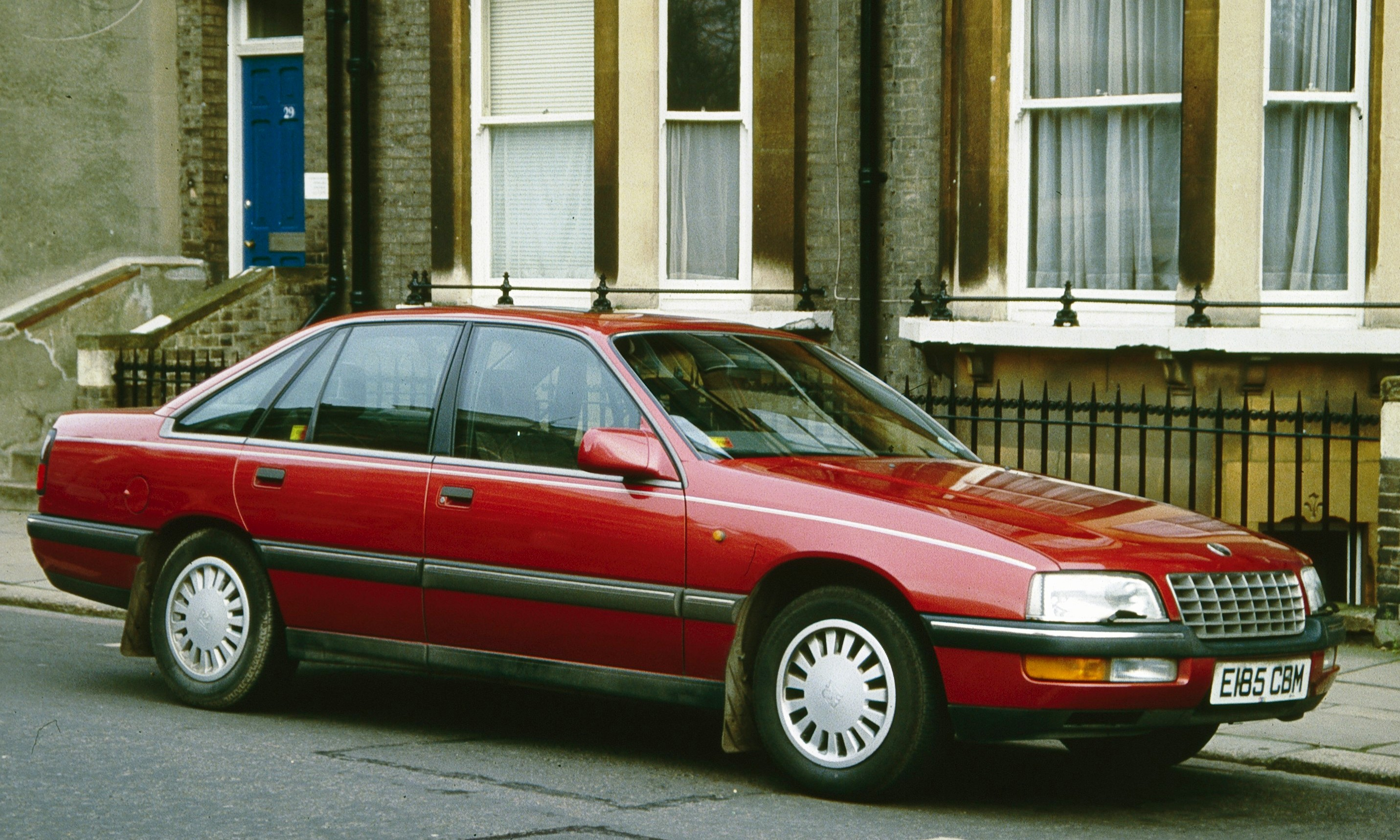
Au Royaume-Uni, l'Opel Senator est vendue sous le nom de Vauxhall Senator

Un nouveau modèle, la Senator B (vendu sans le suffixe "B"), arrivé au printemps 1987, il s'agit d'une version longue de l'Opel Omega. Il n'y a pas d'équivalent Monza.
Il y a eu des versions différentes de la Senator B : les moteurs 2.5 12 soupapes et 3.0 furent présentés en 1987, avec une version haut de gamme "CD" motorisée par le 3 litres. La version CD a reçu une suspension ajustable, la climatisation, des sièges chauffants, un ordinateur de bord et un régulateur de vitesse. Les voitures furent disponibles avec une boîte de vitesses manuelle à 5 rapports ou une automatique à 4 rapports.
Le 3.0l 24 soupapes a été introduit en 1989. Il délivre 204 ch (à comparer à l'ancien moteur qui délivrait 177 ch). Ce modèle était très populaire grâce à son utilisation par la police du Royaume-Uni. Les véhicules furent modifiés pour répondre aux exigences de la police. La principale nouvelle caractéristique de ce moteur est qu'il était équipé du système de double admission ("Dual Ram"), qui augmente le couple dans les bas régimes moteur muni d'un système qui redirige le flux d'air vers les 4 000 tr/min.
Plus tard, le 2,5 litres a été remplacé par le 2,6 litres "Dual Ram". Le 3.0 12 soupapes a été retiré en 1992. Les versions CD, aux moteurs 2.6 et 3.0 24 soupapes ont été disponibles jusqu'en 1993.
Quand la seconde génération de l'Omega est sortie en 1994, Opel a considéré l'Omega suffisante pour représenter la marque sur le segment du haut de gamme. Par conséquent, la Senator a été supprimée du catalogue en 1993 et n'a pas eu de descendante directe.
| Opel Senator       | 2.5 i 25NE                                                           | 2.6 i C26NE                                                          | 3.0 i C30NE                                                          | 3.0 i C30SE                                                 | Irmscher 4.0 i C40SE                                        |
| ------------------ | -------------------------------------------------------------------- | -------------------------------------------------------------------- | -------------------------------------------------------------------- | ----------------------------------------------------------- | ----------------------------------------------------------- |
| Moteurs            | I-6 – 12V                                                            | I-6 – 12V                                                            | I-6 – 12V                                                            | I-6 – 24V                                                   | I-6 – 24V                                                   |
| Cylindrée          | 2 490 cm3                                                            | 2 594 cm3                                                            | 2 969 cm3                                                            | 2 969 cm3                                                   | 3 983 cm3                                                   |
| Alésage × course   | 87 × 69,8 mm                                                         | 88,8 × 69,8 mm                                                       | 95 × 69,8 mm                                                         | 95 × 69,8 mm                                                | 98 × 88 mm                                                  |
| Puissance maximale | 140 ch à 5 200 tr/min                                                | 150 ch à 5 600 tr/min                                                | 156 ch à 5 400 tr/min 177 ch à 5 800 tr/min                          | 204 ch à 6 000 tr/min                                       | 272 ch à 5 800 tr/min                                       |
| Couple maximal     | 201 N m à 4 000 tr/min                                               | 216 N m à 3 600 tr/min                                               | 200 N m à 3 900 tr/min 235 N m à 4 400 tr/min                        | 265 N m à 3 600 tr/min                                      | 387 N m à 3 300 tr/min                                      |
| Injection          | Multipoint (Bosch LE-Jetronic)                                       | Multipoint (Bosch LE-Jetronic)                                       | Multipoint (Bosch Motronic)                                          | Multipoint (Bosch Motronic)                                 | Multipoint (Bosch Motronic)                                 |
| Refroidissement    | Eau                                                                  | Eau                                                                  | Eau                                                                  | Eau                                                         | Eau                                                         |
| Transmission       | 4 vitesses automatiques, 5 vitesses manuelles                        | 4 vitesses automatiques, 5 vitesses manuelles                        | 4 vitesses automatiques, 5 vitesses manuelles                        | 4 vitesses automatiques, 5 vitesses manuelles               | 5 vitesses manuelles                                        |
| Freins             | Avant: disques ventilés Ø 280 mm, arrière: disques ventilés Ø 270 mm | Avant: disques ventilés Ø 280 mm, arrière: disques ventilés Ø 270 mm | Avant: disques ventilés Ø 280 mm, arrière: disques ventilés Ø 270 mm | Avant: disques ventilés Ø 296 mm, arrière: disques Ø 270 mm | Avant: disques ventilés Ø 296 mm, arrière: disques Ø 270 mm |
| Structure          | Tôle d'acier, monocoque                                              | Tôle d'acier, monocoque                                              | Tôle d'acier, monocoque                                              | Tôle d'acier, monocoque                                     | Tôle d'acier, monocoque                                     |
| Voie avant/arrière | 1 462 mm / 1 484 mm                                                  | 1 462 mm / 1 484 mm                                                  | 1 462 mm / 1 484 mm                                                  | 1 462 mm / 1 484 mm                                         | 1 462 mm / 1 484 mm                                         |
| Empattement        | 2 730 mm                                                             | 2 730 mm                                                             | 2 730 mm                                                             | 2 730 mm                                                    | 2 730 mm                                                    |
| Longueur           | 4 845 mm                                                             | 4 845 mm                                                             | 4 845 mm                                                             | 4 845 mm                                                    | 4 845 mm                                                    |
| Poids              | 1 440–1 640 kg                                                       | 1 440–1 640 kg                                                       | 1 440–1 640 kg                                                       | 1 440–1 640 kg                                              | 1 440–1 640 kg                                              |
| Vitesse maximale   | 210 km/h                                                             | 215 km/h                                                             | 225 km/h                                                             | 240 km/h                                                    | 255 km/h                                                    |
| 0–100 km/h         | 10,5 s                                                               | 9,8 s                                                                | 9 s                                                                  | 7,8 s                                                       | 6,5 s                                                       |
| Consommation       | 13 l                                                                 | 12,5 l                                                               | 13 – 13,5 l                                                          | 12,5 l                                                      | 14,5 l                                                      |